# Agostino Giustiniani
Agostino Giustiniani   (Gènova, 1470 - mer de Corse, 1536) va ser un bisbe, lingüista i geògraf catòlic genovès. Va néixer a Gènova en el si d'una família noble, els Giustiniani. El seu pare havia estat ambaixador de la República de Gènova a Milà, mentre que el seu avi havia estat governador de Quíos.
Va ser un curiós investigador de l'antiguitat. Les seves obres més destacades són el Dialogo nominato Corsica (o Descripció de Còrsega) i la Descrittione della Lyguria (1537).

## Biografia
Pantaleone Giustiniano va néixer a Gènova l'any 1470; va ser criat a Florència entre els dominics, i des de l'edat de catorze anys va voler entrar en aquest orde. Fill únic, els seus pares tenien altres plans per a ell. Com que eren els últims descendents de les dues branques dels Giustiniani della Banca i Longa, volien que el seu fill pogués continuar les glorioses gestes que aquesta nissaga havia aportat a la història de Gènova. Per tant, es van oposar a la seva vocació religiosa; tanmateix, el jove Pantaleone va obtenir el seu consentiment i l'any 1488 va fer la seva carrera entre els dominics de Pavia. Augustin (Agostino) és el nom religiós de Pantaleone Giustiniani, dominicà de 1488. Va ser allà on es va dedicar als seus estudis de llengües orientals que li van reportar un nom en el món de la ciència del moment. Ell mateix ens diu als seus escrits que va visitar quasi tot Europa.

### Estudis
Giustiniani s'havia familiaritzat amb les llengües orientals, amb l'hebreu, el caldeu, l'àrab; també parlava grec i llatí; la seva vida es va dedicar gairebé íntegrament a la publicació de llibres sagrats en cadascuna d'aquestes llengües.
Giustiniani va passar alguns anys a la vila de València, al Regne de València, abans d'unir-se a l'orde dominic el 1487. Va estudiar grec, hebreu, arameu i àrab, i l'any 1514 va començar a preparar una edició políglota de la Bíblia. Com a bisbe de Nebbio, a Còrsega, va participar en algunes de les primeres sessions del Concili del Laterà (1516–1517), però, a conseqüència de les complicacions del partit, es va retirar a la seva diòcesi i, finalment, a França, on es va convertir en pensionista del rei Francesc I er, i va ser el primer a ocupar una càtedra d'hebreu i d'àrab a la Universitat de París.

### Ocupació
Després d'haver professat en diverses cases de la seva ordre, va ser nomenat per crèdit del seu parent, el cardenal Bandinelli, al bisbat de Nebbio, l'11 de setembre del 1514.
| « | Vacanta la chiesa di Nebbio per la morte di Monsignor Battista Saluzzo, fu conferita a frate Agostino Giustiniano dell’ ordine de' Predicatori. (L'església de Nebbio va quedar vacant per la mort de mossèn Battista Saluzzo i va ser conferida a fra Agostino Giustiniano de l'orde dels Predicadors.) | » |
| — Giovanni Banchero, als Annales publicats per l'abat Letteron - Impressió de Plantilla:Vve Eugène Ollagnier Bastia, 1887 p. 40. | |   |

Giustiniani va aprofitar el Concili del Laterà (1512-1517) per demanar el seu canvi, que no va poder obtenir. Refractari a un retorn a la seva diòcesi, es retirà llavors a Feneri, amb el bisbe d'Ivrea, que li proposà, en nom del rei Francesc I de França, de viatjar a França per donar el seu suport a la reactivació de les lletres en aquest país. Francesc I li va donar, amb el títol de chapelain, una pensió de vuit-centes corones i el va nomenar professor a la Universitat de París.
Giustiniani va ocupar aquesta càtedra durant gairebé cinc anys, durant els quals no va tornar al seu país, que va quedar malmès per la lluita de faccions. Allà es va veure implicat en els conflictes fatals que la facció dels Adorni van provocar i, fins i tot, va resultar ferit en un motí. Cruelment entristit per aquest caos, va tornar, el novembre 1521, a la seva diòcesi, on va romandre nou anys consecutius. Es va comprometre a embellir l'església de Nebbio, va augmentar els ingressos de les arques episcopals i va construir un bisbat:
«Nel mese di novembre, venne alla sua chiesa di Nebbio frate Agostino Giustiniano, vescovo, e vi siette anni nove continue. Riparò la cattedrale, e vi fece fabbricare a canto una casa per abitazione dei chierici, e un piccolo palazzo per li vescovi con un bel giardino.». (El mes de novembre, fra Agostino Giustiniano, bisbe, va venir a la seva església de Nebbio i hi va romandre nou anys contínuos. Va reparar la catedral, i va fer construir al costat una casa per als clergues i un palauet per als bisbes amb un bonic jardí.)
Fou posseïdor d'una biblioteca molt interessant, que va portar a la República de Gènova. Després d'una absència de Còrsega durant un període de cinc anys, durant els quals va visitar Anglaterra i els Països Baixos, es va familiaritzar amb les idees d'Erasme de Rotterdam i de Sir Thomas More. Va tornar a Nebbio, cap al 1522. Allà va romandre fins que l'any 1536, quan tornava d'una visita a Gènova, va morir en una tempesta al mar.

### Mort
El 1536, va voler tornar a la seva diòcesi; tanmateix, el vaixell en què s'havia embarcat es va enfonsar durant una tempesta entre el Cap Cors i Capraia. Va ser així que va morir a seixanta-sis anys.
Banchero, antic podestà de Bastia, va informar de la seva mort l'any 1537:
| « | L'anno 1537, frate Agostino Giustiniano, vescovo di Nebbio, imbarcatosi a Genova per passare alla sua chiesa in Corsica, si annegò in mare fra Capraia e Capocorso con tutti l'altri che seco stavano nel naviglio. Uomo religioso e di dottrina singolare, il quale oltre le opere che ha lascialo scritte, ha lasciato la descrizione dell’ Isola di Corsica tanto minutamente fatta che non solamente la descrive, ma la depinge. Successe nella chiesa di Nebbio Girolamo Doria, che fu cardinale della Santa Chiesa." (L'any 1537, fra Agostino Giustiniano, bisbe de Nebbio, embarcant-se a Gènova per traslladar-se a la seva església de Còrsega, es va ofegar al mar entre Capraia i Cap Cors amb tots els altres que anaven amb ell al vaixell. Un religiós de singular doctrina, que, a més de les obres que va deixar escrites, va deixar una descripció tan minuciosa de l'illa de Còrsega que no només la descriu, sinó que la pinta. El va succeir a l'església de Nebbio Girolamo Doria, que era cardenal de la Santa Església.) | » |
| — Banchero, a Annales publicats per l'abbé Letteron - Impressió: Eugène Ollagnier Bastia, 1887 p.75-76 | |   |

## Obres
Agostino Giustiniani va escriure la primera descripció completa de Ligúria a la seva Descrittione della Lyguria publicada el 1537. Per a aquest treball va descriure d'una manera sense precedents l'interior de Ligúria, amb mapes terrestres, i va utilitzar els cursos d'aigua com a base per a la seva descripció, mentre que els mapes utilitzats fins aleshores havien estat cartes nàutiques.
També és autor del Dialogo nominato Corsica (o Descripció de Còrsega), probablement compost durant els nou anys de la seva segona estada a Nebbio (1522-1531), que va ser dedicat a André Doria el 1531.
Un manuscrit dividit en tres llibres, que porta per títol: Descritione della Corsica, Isola nel mar Ligustico, al presente dominata dalla Serenissima Republica di Genova, et è stata sotto il suo imperio già sono seicento anni. Ciò afferma Giustiniano et altri autori autentichi, és la primera reelaboració de Ceccaldi del Dialogo de Giustiniani. El seu exemplar es troba a la biblioteca de Bastia.
Va publicar :
- Precatio pietatis plena ad Deum omnipotentem composita ex duobus et septuaginta nominibus divinis hebraicis et latinis cum interprete commentario (Venècia, 1513, in-8°) ;
- Liber Job nuper hebraicæ veritati restitutus cum duplici version Latina (París, sense data, in-4°) ;
- Psalterium hebræum, græcum, arabicum, chaldæum, cum tribus latinis interpretationibus et glossi .

A més, va transcriure amb la seva pròpia mà, tot el Nou Testament, en grec, llatí, hebreu i àrab, i també va dur a terme la transcripció de l'Antic Testament. (V. de Caraffa, Introducció al Dialogo).